# Gasqueparken

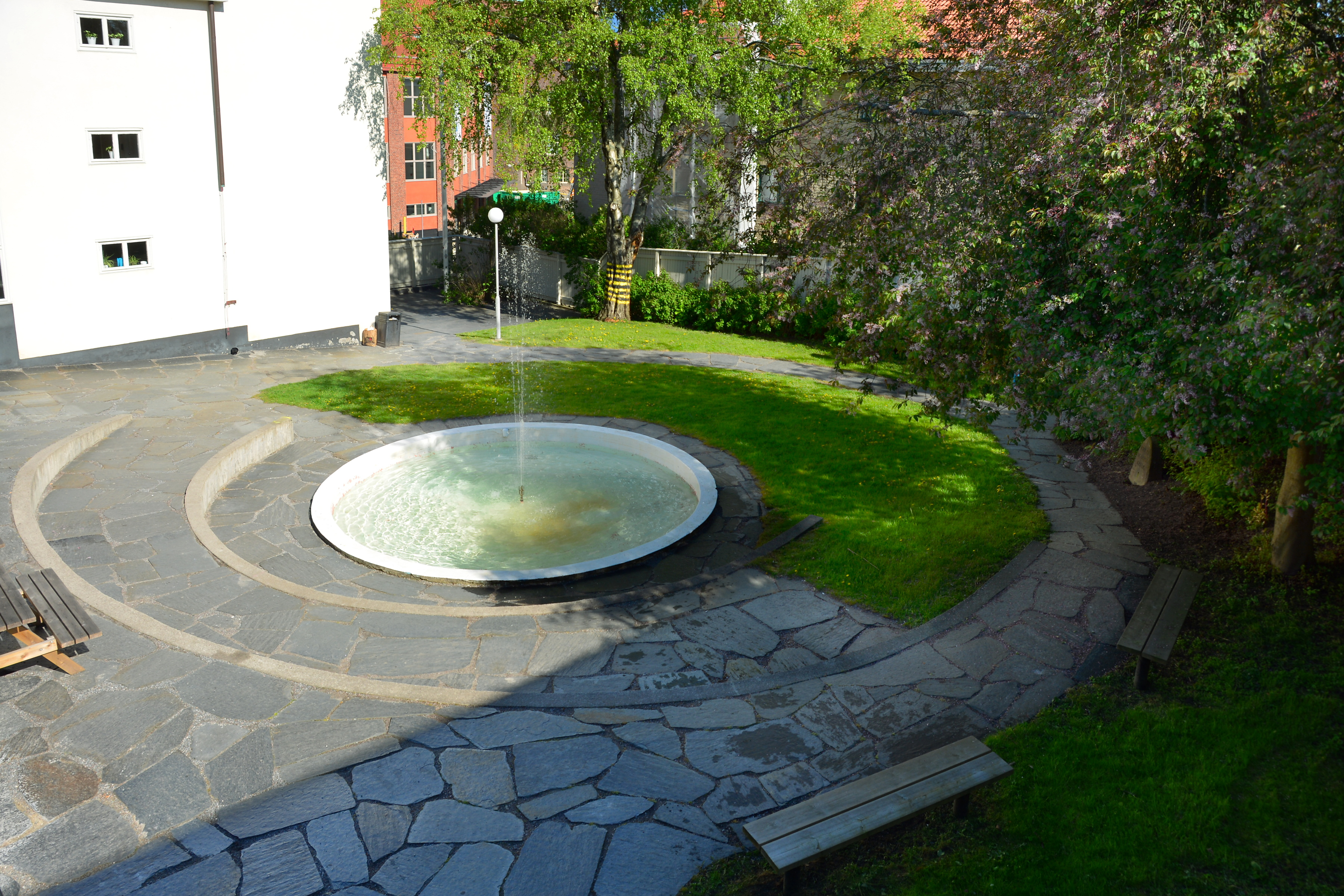
Gasqueparken vid Kungliga tekniska högskolan (KTH) i Stockholm.

Gasqueparken, park som tillhör Tekniska Högskolans Studentkårs kårhus Nymble bredvid Östra Station i Stockholm.
Mitt i parken finns en damm (Gasqueparksdammen) med fontän.
Parken har sedan huset färdigställdes 1930 använts av teknologerna, särskilt i samband med gasquer.

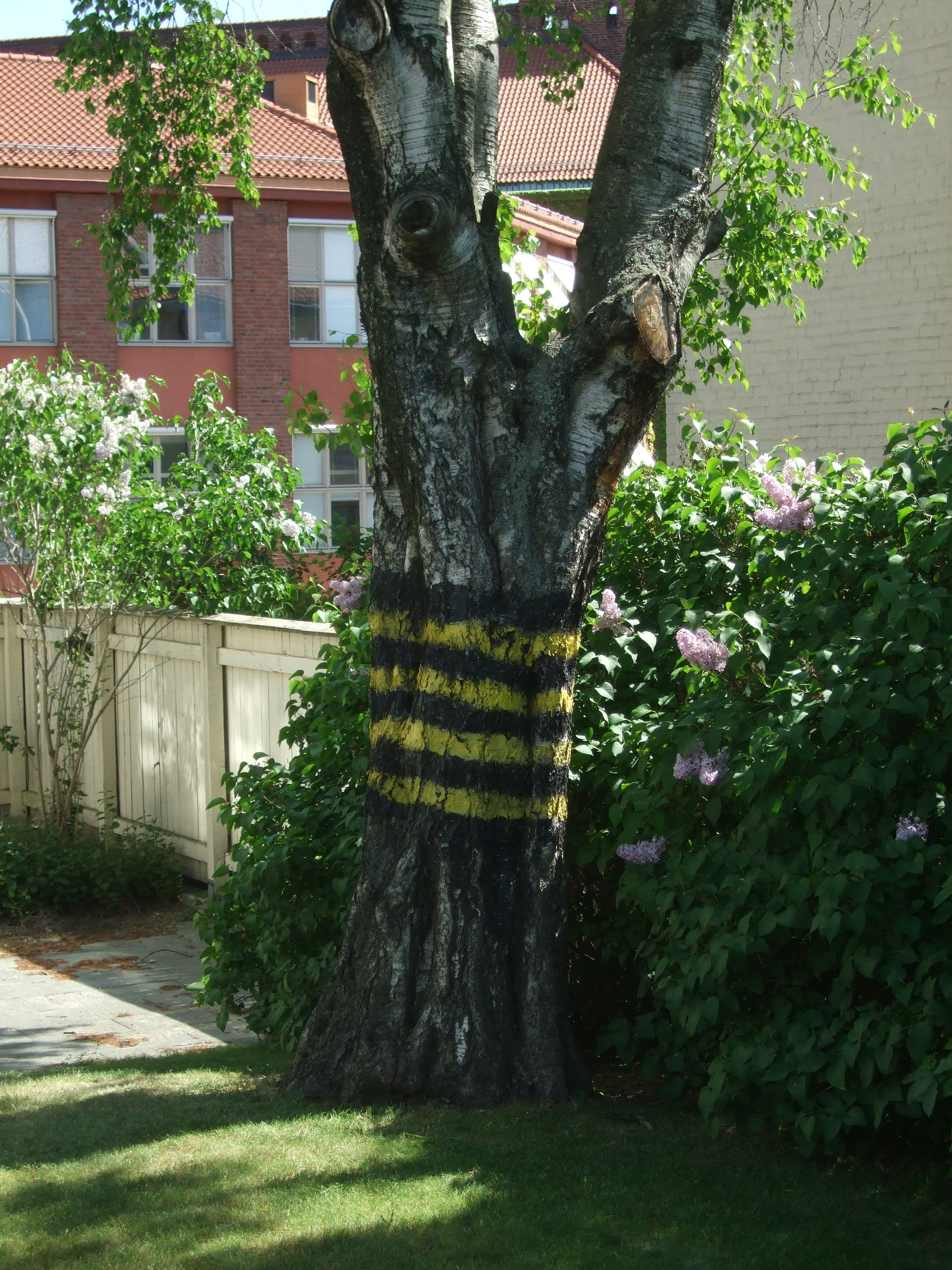
Promenadorquesterns björkträd
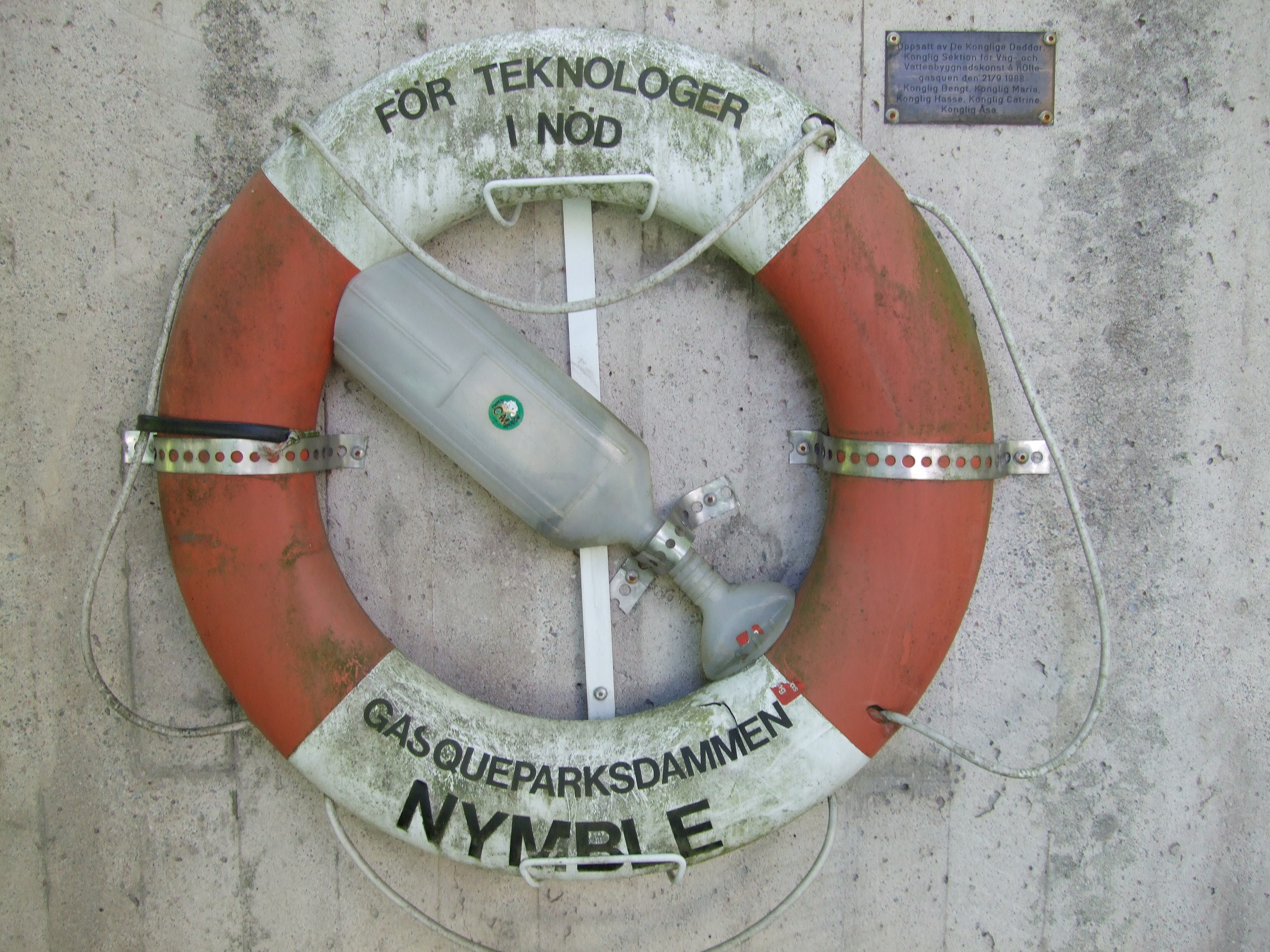
Gasqueparksdammens livboj